# The Artist Collection: Busta Rhymes
The Artist Collection es un álbum del artista Busta Rhymes.

## Lista de canciones
1. Break Ya Neck
2. Make It Clap
3. Pass the Courvoisier, Pt. 2 [Remix Album Version]
4. Call the Ambulance
5. It Ain't Safe No More
6. Everybody Rise Again
7. Till It's Gone
8. Match the Name With the Voice
9. Light Your Ass on Fire
10. Turn Me Up Some
11. Betta Stay Up in Your House
12. What It Is
13. Hey Ladies

- Datos: Q7714578